# Hang Cool Teddy Bear
Hang Cool Teddy Bear è l'undicesimo album in studio del musicista hard rock statunitense Meat Loaf, pubblicato nel 2010.

## Tracce
Disco 1 (Edizione standard)
1. Peace on Earth – 6:38
2. Living on the Outside – 5:03
3. Los Angeloser – 4:09
4. If I Can't Have You (feat. Kara DioGuardi, Hugh Laurie & 78violet) – 5:00
5. Love Is Not Real/Next Time You Stab Me in the Back (feat. Justin Hawkins) – 7:33
6. Like a Rose (feat. Jack Black) – 3:16
7. Song of Madness (feat. Steve Vai) – 5:31
8. Did You Ever Love Somebody – 4:01
9. California Isn't Big Enough (Hey There Girl) – 4:43
10. Running Away from Me – 3:54
11. Let's Be in Love (feat. Patti Russo) – 5:11
12. If It Rains – 3:56
13. Elvis in Vegas – 6:01

Disco 2: Casa de Carne Live Album (Edizione deluxe)
1. I Want You So Hard (Boy's Bad News) – 3:09
2. If It Ain't Broke, Break It – 4:59
3. Blind as a Bat – 6:21
4. Amnesty Is Granted – 5:11
5. Rock and Roll Dreams Come Through – 7:34
6. I'd Do Anything for Love (But I Won't Do That) – 10:01
7. Two Out of Three Ain't Bad – 6:25
8. Bat Out of Hell – 12:51
9. Roadhouse Blues/Why Don't We Do It in the Road? – 9:29
10. Out of the Frying Pan (And Into the Fire) – 10:39